# (4545) Primolevi
(4545) Primolevi ist ein Asteroid des Hauptgürtels, der am 28. September 1989 vom belgischen Astronomen Henri Debehogne am La-Silla-Observatorium (IAU-Code 809) der Europäischen Südsternwarte in Chile entdeckt wurde.
Der Asteroid wurde nach dem italienischen Chemiker und Schriftsteller Primo Levi benannt.